# Яхно, Максим Анатольевич
Макси́м Анато́льевич Яхно́ (укр. Максим Анатолійович Яхно; 3 апреля 1988 года, Харьков, СССР) — украинский футболист, полузащитник.

## Игровая карьера
Воспитанник харьковского «Металлиста». Первый тренер — Леонид Ишханович Сааков. В 2005 году был зачислен в дубль харьковчан. В первой команде сыграл один матч. Дебют в Премьер-лиге состоялся в последнем туре сезона 2008/09. 26 мая 2009 года в харьковском дерби против «горожан» футболист вышел на поле на 72-й минуте матча, заменив Дмитрия Семочко.
В дубле продолжал играть до 24-х лет. Тренеры первой команды ждали, что он, по примеру Артёма Путивцева, заигравшего в основе в 24 года, «сделает рывок, выйдет на новый уровень», но «так и не дождались». Весной 2012 года Яхно был отдан в аренду в ФК «Львов», а осенью того же года — в ПФК «Сумы», где не заиграл из-за травмы. После окончания срока аренды вернулся в расположение своей команды.
Весной 2013 года продолжил карьеру в соседнем «Гелиосе», но не сыграл за эту команду ни одного матча полностью. Далее выступал в любительской команде «Электротяжмаш» (Харьков).

## Карьера в сборной
В 2005 году принимал участие в гостевом матче сборной команды Украины U-17 немецких ровесников (1:2).